# 科皮亞波省

科皮亞波省是智利的54個省份之一，位於該國北部，由阿塔卡馬大區負責管轄，首府設於科皮亞波，面積32,538平方公里，2002年人口155,713，人口密度每平方公里4.8人。